# 科尼奥洛
科尼奥洛（義大利語：Coniolo），是意大利亚历山德里亚省的一个市镇。总面积10.35平方公里，人口479人，人口密度46.3人/平方公里（2009年）。ISTAT代码为006060。